# 경상남도의 유형문화재 (제1호 ~ 제100호)
경상남도 유형문화재는 지방유형문화재 중에서 경상남도에 있는 문화재를 의미한다.

## 지정목록

### 제1호 ~ 제100호
| 번호  | 사진 | 명칭                                                                                | 소재지                                             | 관리자 (단체) | 지정일                                                                           | 참조 |
| 1호   |      | 김시민 전공비 (金時敏 戰功碑)                                                       | 경남 진주시 남강로 626                             | 진주시        | 1972년 2월 12일 지정, 2018년 12월 20일 명칭변경                                  |      |
| 2호   |      | 진주 촉석 정충단비 (晉州 矗石 旌忠檀碑)                                             | 경남 진주시 남강로 626                             | 진주시        | 1972년 2월 12일 지정, 2018년 12월 20일 명칭변경                                  |      |
| 3호   |      | 진주 쌍충 사적비 (晉州 雙忠 事蹟碑)                                                 | 경남 진주시 남강로 626                             | 진주시        | 1972년 2월 12일 지정, 2018년 12월 20일 명칭변경                                  |      |
| 4호   |      | 진주 용암사지 석조지장보살좌상 (晋州 龍岩寺址 石造地藏菩薩坐像)                     | 경남 진주시 이반성면 용암길46번길 34-43            | 진주시        | 1972년 2월 12일 지정, 2018년 12월 20일 명칭변경                                  |      |
| 5호   |      | 진주 청곡사 삼층석탑 (晉州 靑谷寺 三層石塔)                                         | 경남 진주시 금산면 월아산로1440번길 138            | 청곡사        | 1972년 2월 12일 지정, 2018년 12월 20일 명칭변경                                  |      |
| 6호   |      | 의령 중교리 석조여래좌상 (宜寧 中橋里 石造如來坐像)                                 | 경남 의령군 정곡면 법정로 937-6                    | 정곡초등학교  | 1972년 2월 12일 지정, 2018년 12월 20일 명칭변경                                  |      |
| 7호   |      | 함안 장춘사 석조여래좌상 (咸安 長春寺 石造如來坐像)                                 | 경남 함안군 칠북면 영동리 산2                      | 장춘사        | 1972년 2월 12일 지정, 2018년 12월 20일 명칭변경                                  |      |
| 8호   |      | 함안 주리사지 사자석탑 (咸安 主吏寺址 獅子石塔)                                     | 경남 함안군 함안면 북촌리 1002-3                   | 함성중학교    | 1972년 2월 12일 지정, 2018년 12월 20일 명칭변경                                  |      |
| 9호   |      | 창녕 구계리 석조여래좌상 (昌寧 九溪里 石造如來坐像)                                 | 경남 창녕군 영산면 구계리 1264-4외 1필지           | 창녕군        | 1972년 2월 12일 지정, 2018년 12월 20일 명칭변경                                  |      |
| 10호  |      | 창녕 퇴천리 삼층석탑 (昌寧 兎川里 三層石塔)                                         | 경남 창녕군 교상리 281-1                           | 창녕          | 1972년 2월 12일 지정, 2018년 12월 20일 명칭변경                                  |      |
| 11호  |      | 창녕 관룡사 약사전 삼층석탑 (昌寧 觀龍寺 藥師殿 三層石塔)                           | 경남 창녕군 창녕읍 옥천리 292                      | 관룡사        | 1972년 2월 12일 지정, 2018년 12월 20일 명칭변경                                  |      |
| 12호  |      | 밀양 영원사지 보감국사 승탑 (密陽 瑩源寺址 寶鑑國師 僧塔)                           | 경남 밀양시 활성동 112번지                         | 밀양시        | 1972년 2월 12일 지정, 2018년 12월 20일 명칭변경                                  |      |
| 13호  |      | 밀양 영원사지 보감국사 묘응탑비 (密陽 瑩源寺址 寶鑑國師 妙應塔碑)                   | 경남 밀양시 활성동                                 | 밀양시        | 1972년 2월 12일 지정, 2018년 12월 20일 명칭변경                                  |      |
| 14호  |      | 밀양 표충사 석등 (密陽 表忠寺 石燈)                                                 | 경남 밀양시 단장면 구천리 23                       | 표충사        | 1972년 2월 12일 지정, 2018년 12월 20일 명칭변경                                  |      |
| 15호  |      | 밀양 표충비 (密陽 表忠碑)                                                           | 경남 밀양시 무안면 무안리 903-2                    | 표충사        | 1972년 2월 12일 지정, 2018년 12월 20일 명칭변경                                  |      |
| 16호  |      | 상천리국장생석표 (象川里國長생石標)                                                 | 경남 울산시 울주구 삼남면 상천리                   | 울산시 울주구 | 1972년 2월 12일 지정, 1997년 10월 9일 해제, 울산광역시 유형문화재 제2호로 재지정 |      |
| 17호  |      | 밀양 표충사                                                                         | 경상남도 밀양시 단장면 표충로 1338                 |               | 1972년 2월 12일 지정                                                             |      |
| 18호  |      | 통도사삼층석탑 (通度寺三層石塔)                                                     | 경남 양산시 하북면 지산리 583                      | 통도사        | 1972년 2월 12일 지정, 2006년 6월 1일 해제, 보물 제1471호로 승격                  |      |
| 19호  |      | 양산미타암아미타여래입상 (양산미타암阿彌陀如來立像)                                 | 경남 양산시 웅상면 소주리 171                      | 미타암        | 1972년 2월 12일 지정, 1990년 1월 18일 해제, 보물 제998호로 승격                  |      |
| 20호  |      | 청송사지부도 (靑松寺址浮屠)                                                         | 경남 울산시 울주구 청량면 율리 산107-4             | 청송사        | 1972년 2월 12일 지정, 1997년 10월 9일 해제, 울산광역시 유형문화재 제3호로 재지정 |      |
| 21호  |      | 운흥사지부도 (雲興寺址浮屠)                                                         | 경남 울산시 울주구 웅촌면 고연리 산218             | 운흥사        | 1972년 2월 12일 지정, 1997년 10월 9일 해제, 울산광역시 유형문화재 제4호로 재지정 |      |
| 22호  |      | 석남사삼층석탑 (石南寺三層石塔)                                                     | 경남 울산시 울주구 상북면 덕현리 232-2             | 석남사        | 1972년 2월 12일 지정, 1997년 10월 9일 해제, 울산광역시 유형문화재 제5호로 재지정 |      |
| 23호  |      | 범방리삼층석탑 (범방里三層石塔)                                                     | 부산 강서구 범방동 1315번지                        | 김해군        | 1972년 2월 12일 지정, 1990년 1월 18일 해제, 부산 유형문화재 제23호로 재지정      |      |
| 24호  |      | 김해 안곡리 삼층석탑 (金海 安谷里 三層石塔)                                         | 경남 김해시 한림면 안곡로 492번길 87               | 김해시        | 1972년 2월 12일 지정, 2018년 12월 20일 명칭변경                                  |      |
| 25호  |      | 성주사삼층석탑 (聖住寺三層石塔)                                                     | 경남 창원시 성산구 곰절길191(천선동)성주사         | 성주사        | 1972년 2월 12일 지정                                                             |      |
| 26호  |      | 지귀동봉림사지삼층석탑 (知歸洞鳳林寺址三層石塔)                                     | 경남 창원시 의창구 지귀로60번길13-13(봉곡동)       | 상북초등학교  | 1972년 2월 12일 지정                                                             |      |
| 27호  |      | 남해 장량상 동정마애비 (南海 張良相 東征磨崖碑)                                     | 경남 남해군 남해읍 선소리 169-9번지                | 남해군        | 1972년 2월 12일 지정, 2018년 12월 20일 명칭변경                                  |      |
| 28호  |      | 하동 쌍계사 석등 (河東 雙磎寺 石燈)                                                 | 경남 하동군 화개면 운수리 207                      | 쌍계사        | 1972년 2월 12일 지정, 2018년 12월 20일 명칭변경                                  |      |
| 29호  |      | 산청 단계리 석조여래좌상 (山淸 丹溪里 石造如來坐像)                                 | 경남 산청군 신등면 단계리 784번지외 2필지          | 산청군        | 1972년 2월 12일 지정, 2018년 12월 20일 명칭변경                                  |      |
| 30호  |      | 대원사구층석탑 (대원寺九層石塔)                                                     | 경남 산청군 삼장면 유평리                          | 대원사        | 1972년 2월 12일 지정, 1992년 1월 15일 해제, 보물 제1112호로 승격                 |      |
| 31호  |      | 산청 삼장사지 삼층석탑 (山淸 三壯寺址 三層石塔)                                     | 경남 산청군 삼장면 평촌리 398번지                  | 산청군        | 1972년 2월 12일 지정, 2018년 12월 20일 명칭변경                                  |      |
| 32호  |      | 함양 이은리 석불 (咸陽 吏隱里 石佛)                                                 | 경남 함양군 함양읍 운림리 354-1                    | 함양군        | 1972년 2월 12일 지정, 2018년 12월 20일 명칭변경                                  |      |
| 33호  |      | 함양 승안사지 석조여래좌상 (咸陽 昇安寺址 石造如來坐像)                             | 경남 함양군 수동면 우명리 산10                     | 함양군        | 1972년 2월 12일 지정, 2018년 12월 20일 명칭변경                                  |      |
| 34호  |      | 함양 금대사 삼층석탑 (咸陽 金臺寺 三層石塔)                                         | 경남 함양군 마천면 가흥리 산17-1                   | 금대사        | 1972년 2월 12일 지정, 2018년 12월 20일 명칭변경                                  |      |
| 35호  |      | 함양 안국암 승탑 (咸陽 安國庵 僧塔)                                                 | 경남 함양군 마천면 가흥리 1131                     | 함양군        | 1972년 2월 12일 지정, 2018년 12월 20일 명칭변경                                  |      |
| 36호  |      | 농산리석조여래입상 (農山里石造如來立像)                                             | 경남 거창군 북상면 농산리 산53                     | 거창군        | 1972년 2월 12일 지정, 2005년 7월 7일 해제, 보물 제1436호로 승격                  |      |
| 37호  |      | (미상)                                                                              |                                                    |               | 1972년 2월 12일 지정                                                             |      |
| 38호  |      | 합천 해인사 대적광전 목조비로자나삼존불 (陜川 海印寺 大寂光殿 木造毘盧舍那佛三尊佛) | 경남 합천군 가야면 치인리 10                       | 해인사        | 1972년 2월 12일 지정, 2018년 12월 20일 명칭변경                                  |      |
| 39호  |      | 사천 다솔사 보안암 석굴 (泗川 多率寺 普安庵 石窟)                                   | 경남 사천시 곤양면 무고리 산43                     | 다솔사        | 1972년 2월 12일 지정, 2018년 12월 20일 명칭변경                                  |      |
| 40호  |      | 김해 봉화산 마애여래좌상 (金海 烽火山 磨崖如來坐像)                                 | 경남 김해시 진영읍 장방로 136-200                  | 김해시        | 1979년 5월 7일 지정, 2018년 12월 20일 명칭변경                                   |      |
| 41호  |      | 해인사법보전비로자나불좌상 (海印寺法寶殿毘盧舍那佛坐像)                             | 경남 합천군 가야면 치인리 10                       | 해인사        | 1972년 2월 12일 지정 2012년 11월 22일 해제, 보물 제1777호로 승격                 |      |
| 42호  |      | 합천 대동사지 석조여래좌상 (陜川 大同寺址 石造如來坐像)                             | 경남 합천군 합천군 합천읍 동서로 119               | 합천군        | 1972년 2월 12일 지정                                                             |      |
| 43호  |      | 용화전석조여래좌상 (龍華殿石造如來坐像)                                             | 경남 창원시 성산구 성산패총로137(외동)             | 창원시        | 1972년 2월 12일 지정                                                             |      |
| 44호  |      | 함양 극락사지 석조여래입상 (咸陽 極樂寺址 石造如來立像)                             | 경남 함양군 서상면 옥산리 377                      | 함양군        | 1972년 2월 12일 지정, 2018년 12월 20일 명칭변경                                  |      |
| 45호  |      | 정서리석조여래입상 (亭西里石造如來立像)                                             | 경남 하동군 악양면 정서리 산98-5                   | 하동군        | 1972년 2월 12일 지정                                                             |      |
| 46호  |      | 창녕 감리 마애여래입상 (昌寧 甘里 磨崖如來立像)                                     | 경남 창녕군 고암면 감리 산64                       | 창녕군        | 1972년 2월 12일 지정, 2018년 12월 20일 명칭변경                                  |      |
| 47호  |      | 어물동마애여래좌상 (於勿洞磨崖如來坐像)                                             | 경남 울산시 울주구 강동면 어물리                   | 울주군        | 1972년 2월 12일 지정, 1997년 10월 9일 해제, 울산광역시 유형문화재 제6호로 재지정 |      |
| 48호  |      | 거제 오량리 석조여래좌상 (巨濟 烏良里 石造如來坐像)                                 | 경남 거제시 사등면 오량2길 108                     | 거제시        | 1972년 2월 12일 지정, 2018년 12월 20일 명칭변경                                  |      |
| 49호  |      | 양산 가산리 마애여래입상 (梁山 架山里 磨崖如來立像)                                 | 경남 양산시 동면 가산리 산3-2                      | 양산시        | 1972년 2월 12일 지정, 2018년 12월 20일 명칭변경                                  |      |
| 50호  |      | 진주향교 (晋州鄕校)                                                                 | 경남 진주시 향교로 99-3                            | 향교재단      | 1972년 2월 12일 지정                                                             |      |
| 51호  |      | 진주 청곡사 대웅전 (晉州 靑谷寺 大雄殿)                                             | 경남 진주시 금산면 월아산로1440번길 138            | 청곡사        | 1972년 2월 12일 지정                                                             |      |
| 52호  |      | 밀양 표충서원 (密陽 表忠書院)                                                       | 경남 밀양시 단장면 구천리 23                       | 표충사        | 1972년 2월 12일 지정                                                             |      |
| 53호  |      | 고성 옥천사 자방루 (固城 玉泉寺 慈芳樓)                                             | 경남 고성군 개천면 연화산1로 471-9(북평리 408)     | 옥천사        | 1972년 2월 12일 지정                                                             |      |
| 54호  |      | 함양 용추사 일주문 (咸陽 龍湫寺 一柱門)                                             | 경남 함양군 안의면 상원리                          | 용추사        | 1972년 2월 12일 지정                                                             |      |
| 55호  |      | 삼선암고려동종 (三仙庵高麗銅鐘)                                                     | 경남 진주시 상봉서동 820-3                         | 삼선암        | 1972년 2월 12일 지정, 2011년 5월 28일 해제, 보물 제1698호로 승격                 |      |
| 56호  |      | 이휴복 진무공신 교서 (李休復 振武功臣 敎書)                                         | 경남 함안군 군북면 명관리 536                      | 인천이씨문중  | 1972년 2월 12일 지정, 2018년 12월 20일 명칭변경                                  |      |
| 57호  |      | 밀양 백운사 동종 (密陽 白雲寺 銅鐘)                                                 | 경남 밀양시 교동                                   | 백운사        | 1972년 2월 12일 지정, 2018년 12월 20일 명칭변경                                  |      |
| 58호  |      | 내원사금고 (內院寺金鼓)                                                             | 경남 양산시 하북면 용연리 291                      | 내원사        | 1972년 2월 12일 지정                                                             |      |
| 59호  |      | 고성 옥천사 청동향로 (固城 玉泉寺 靑銅香爐)                                         | 경남 고성군 개천면 연화산1로 471-9(북평리 408)     | 옥천사        | 1972년 2월 12일 지정, 2018년 12월 20일 명칭변경                                  |      |
| 60호  |      | 고성 옥천사 동종 (固城 玉泉寺 銅鐘)                                                 | 경남 고성군 개천면 연화산1로 471-9(북평리 408)     | 옥천사        | 1972년 2월 12일 지정, 2018년 12월 20일 명칭변경                                  |      |
| 61호  |      | 운흥사괘불 (雲興寺掛佛)                                                             | 경남 고성군 하이면 와룡리 441                      | 운흥사        | 1972년 2월 12일 지정, 2001년 8월 3일 해제, 보물 제1317호로 승격                  |      |
| 62호  |      | 용사일기목판 (龍蛇日記木板)                                                         | 경남 의령군 정곡면 정곡8길 8-4                     | 철성이씨문중  | 1972년 2월 12일 지정                                                             |      |
| 63호  |      | (미상)                                                                              |                                                    |               | 1972년 2월 12일 지정                                                             |      |
| 64호  |      | (미상)                                                                              |                                                    |               | 1972년 2월 12일 지정                                                             |      |
| 65호  |      | (미상)                                                                              |                                                    |               | 1972년 2월 12일 지정                                                             |      |
| 66호  |      | (미상)                                                                              |                                                    |               | 1972년 2월 12일 지정                                                             |      |
| 67호  |      | 진주 평거동 석조여래좌상 (晉州 平居洞 石造如來坐像)                                 | 경남 진주시 진양호로143번길 15                     | 용화사        | 1972년 2월 12일 지정, 2018년 12월 20일 명칭변경                                  |      |
| 68호  |      | 함안 장춘사 오층석탑 (咸安 長春寺 五層石塔)                                         | 경남 함안군 칠북면 영동리 산14                     | 장춘사        | 1972년 2월 12일 지정, 2018년 12월 20일 명칭변경                                  |      |
| 69호  |      | 창녕 법화사 다층석탑 (昌寧 法華庵 多層石塔)                                         | 경남 창녕군 영산면 구계리 산37-1                   | 법화암        | 1972년 2월 12일 지정, 2018년 12월 20일 명칭변경                                  |      |
| 70호  |      | 양산 통도사 석등 (梁山 通度寺 石燈)                                                 | 경남 양산시 하북면 지산리 583                      | 통도사        | 1972년 2월 12일 지정, 2018년 12월 20일 명칭변경                                  |      |
| 71호  |      | 김해 능동 석인상 및 상석 (陵洞 石人像 및 床石)                                      | 경남 김해시 삼문동 산49-2                          | 김해시        | 1974년 2월 16일 지정, 2018년 12월 20일 명칭변경                                  |      |
| 72호  |      | 의림사삼층석탑 (義林寺三層石塔)                                                     | 경남 창원시 마산합포구 진북면 의림로 382           | 의림사        | 1974년 2월 16일 지정                                                             |      |
| 73호  |      | 남해 다정리 삼층석탑 (南海 多丁里 三層石塔)                                         | 경남 남해군 이동면 다정리 587-1                    | 남해군        | 1974년 2월 16일 지정, 2018년 12월 20일 명칭변경                                  |      |
| 74호  |      | 남해 보리암 삼층석탑 (南海 菩提庵 三層石塔)                                         | 경남 남해군 이동면 상주리 2065                     | 보리암        | 1974년 2월 16일 지정, 2018년 12월 20일 명칭변경                                  |      |
| 75호  |      | 내원사삼층석탑 (내원寺三層石塔)                                                     | 경남 산청군 삼장면 대포리                          | 내원사        | 1974년 2월 16일 지정, 1992년 1월 15일 해제, 보물 제1113호로 승격                 |      |
| 76호  |      | 내원사석조여래좌상 (내원寺石造如來坐像)                                             | 경남 산청군 삼장면 대포리                          | 내원사        | 1974년 2월 16일 지정, 1990년 3월 2일 해제, 보물 제1021호로 승격                  |      |
| 77호  |      | 거창 갈계리 삼층석탑 (居昌 葛溪里 三層石塔)                                         | 경남 거창군 거창 북상 갈계리 728-1                 | 거창군        | 1974년 2월 16일 지정, 2018년 12월 20일 명칭변경                                  |      |
| 78호  |      | 김해 초선대 마애여래좌상 (金海 招仙臺 磨崖如來坐像)                                 | 경남 김해시 안동 685-1                             | 김해시        | 1974년 2월 16일 지정, 2018년 12월 20일 명칭변경                                  |      |
| 79호  |      | 밀양 예림서원 (密陽 禮林書院)                                                       | 경남 밀양시 부북면 후사포리                        | 예림서원      | 1974년 2월 16일 지정                                                             |      |
| 80호  |      | 통영 안정사 대웅전 (統營 安精寺 大雄殿)                                             | 경남 통영시 광도면 안정리 1888                     | 안정사        | 1974년 2월 16일 지정                                                             |      |
| 81호  |      | 거제기성관 (巨濟岐城館)                                                             | 경남 거제시 거제면 동상리 546                      | 거제시        | 1974년 2월 16일 지정, 2007년 8월 2일 해제, 사적 제484호로 승격                   |      |
| 82호  |      | 고성 운흥사 대웅전 (固城 雲興寺 大雄殿)                                             | 경남 고성군 하이면 와룡2길 248-28(와룡리 442)      | 운흥사        | 1974년 2월 16일 지정                                                             |      |
| 83호  |      | 사천 다솔사 대양루 (泗川 多率寺 大陽樓)                                             | 경남 사천시 곤명면 용산리 86                       | 다솔사        | 1974년 2월 16일 지정                                                             |      |
| 84호  |      | 화방사보광전 (花芳寺普光殿)                                                         | 경남 남해군 고현면 대곡리                          |               | 1974년 2월 16일 지정, 1981년 12월 31일 해제, 1981년 화재로 소실                  |      |
| 85호  |      | 용문사대웅전 (龍門寺大雄殿)                                                         | 경남 남해군 이동면 용소리 868                      | 용문사        | 1974년 2월 16일 지정, 2014년 12월 29일 해제, 보물 제1849호로 승격                |      |
| 86호  |      | 하동 쌍계사 일주문 (河東 雙磎寺 一柱門)                                             | 경남 하동군 화개면 운수리 208                      | 쌍계사        | 1974년 2월 16일 지정                                                             |      |
| 87호  |      | 하동 쌍계사 팔상전 (河東 雙磎寺 八相殿)                                             | 경남 하동군 화개면 운수리 208                      | 쌍계사        | 1974년 2월 16일 지정                                                             |      |
| 88호  |      | 산청 단성향교 (山淸 丹城鄕校)                                                       | 경남 산청군 단성면 교동길 13-15 (강누리)           | 향교재단      | 1974년 2월 16일 지정                                                             |      |
| 89호  |      | 산청 덕천서원 (山淸 德川書院)                                                       | 경남 산청군 시천면 남명로 137 (원리)               | 덕천서원      | 1974년 2월 16일 지정                                                             |      |
| 90호  |      | 함양 학사루 (咸陽 學士樓)                                                           | 경남 함양군 함양읍 운림리 31-15                    | 함양군        | 1974년 2월 16일 지정                                                             |      |
| 91호  |      | 함양남계서원 (咸陽藍溪書院)                                                         | 경남 함양군 수동면 원평리 586-1                    | 남계서원      | 1974년 2월 16일 지정, 2009년 5월 26일 해제, 사적 제499호로 승격                  |      |
| 92호  |      | 함양 안의 광풍루 (咸陽 安義 光風樓)                                                 | 경남 함양군 안의면 금천리 49-19                    | 함양군        | 1974년 2월 16일 지정                                                             |      |
| 93호  |      | 삼가 기양루 (三嘉 岐陽樓)                                                           | 경남 합천군 삼가면 금리 622-2                      | 합천군        | 1974년 2월 16일 지정                                                             |      |
| 94호  |      | 통도사대광명전 (通度寺大光明殿)                                                     | 경남 양산시 하북면 지산리 583                      | 통도사        | 1974년 2월 16일 지정, \|2014년 6월 26일 해제, 보물 제1827호로 승격               |      |
| 95호  |      | 정씨동생 화회문기 (鄭氏同生 和會文記)                                               | 경남 고성군 고성읍 송학로 113번길 50(송학리 475-1) | 고성군        | 1979년 5월 2일 지정, 2018년 12월 20일 명칭변경                                   |      |
| 96호  |      | 양산 호계리 마애여래좌상 (梁山 虎溪里 磨崖如來坐像)                                 | 경남 양산시 호계동                                 | 양산시        | 1979년 5월 2일 지정, 2018년 12월 20일 명칭변경                                   |      |
| 97호  |      | 양산 통도사 금니묘법연화경 (梁山 通度寺 金泥妙法蓮華經)                             | 경남 양산시 하북면 지산리                          | 통도사        | 1979년 5월 2일 지정, 2018년 12월 20일 명칭변경                                   |      |
| 98호  |      | 삼정자동마애불 (三亭子洞磨崖佛)                                                     | 경남 창원시 삼정자동 산48                          | 창원시        | 1979년 5월 2일 지정                                                              |      |
| 99호  |      | 양산 통도사 금니금강경 12곡 병풍 (梁山 通度寺 金泥金剛經 十二曲 屛風)               | 경남 양산시 하북면 지산리                          | 통도사        | 1979년 5월 2일 지정, 2018년 12월 20일 명칭변경                                   |      |
| 100호 |      | 양산 통도사 제경판 (梁山 通度寺 諸經板)                                             | 경남 양산시 하북면 지산리                          | 통도사        | 1979년 5월 2일 지정, 2018년 12월 20일 명칭변경                                   |      |